# Jo Hye-joo
Jo Hye-joo (tiếng Hàn: 조혜주; sinh ngày 18 tháng 4 năm 1995) là nữ diễn viên và người mẫu Hàn Quốc. Cô bắt đầu sự nghiệp diễn xuất của mình với phim năm 2017 Wedding. Cô được biết đến qua vai diễn trong Từ khóa tình yêu (2019) và phim truyền hình tuổi mới lớn Gửi thời thanh xuân ngây thơ tươi đẹp (2020).

## Danh sách phim

### Phim
| Năm  | Nhan đề               | Vai diễn          | Ghi chú   | Ng.         |
| ---- | --------------------- | ----------------- | --------- | ----------- |
| 2017 | Wedding               | Cô dâu Song Hoon  | Vai chính | [ 5 ]       |
| 2019 | Phi vụ nữ quyền       | Soo Bin           | Cameo     | [ 6 ] [ 7 ] |
| 2020 | The Man Standing Next | Sinh viên đại học | Cameo     | [ 8 ]       |

### Phim truyền hình
| Năm  | Nhan đề                  | Kênh   | Vai diễn           | Ghi chú           | Ng.           |
| ---- | ------------------------ | ------ | ------------------ | ----------------- | ------------- |
| 2019 | Phi vụ lớn               | SBS TV | Nữ trợ lý giám đốc | Vai nhỏ           | [ 9 ]         |
| 2019 | Chàng trai ngoại cảm     | tvN    | Học sinh           | Vai nhỏ (tập 1–3) | [ 10 ] [ 11 ] |
| 2019 | Từ khóa tình yêu         | tvN    | Yoon Dong-joo      | Vai nhỏ           | [ 12 ] [ 13 ] |
| 2020 | Memorist                 | tvN    | Sung Ju-ran        | Cameo (tập 16)    | [ 14 ] [ 15 ] |
| 2022 | Cậu út nhà tài phiệt     | JTBC   | Jin Ye-jun         | Vai phụ           | [ 16 ]        |
| 2023 | Ngôi nhà lãng mạn bí mật | SBS TV | Hong Joo           | Vai phụ           |               |
| 2023 | Chàng quỷ của tôi        | SBS TV | Jin Ga-young       | Vai phụ           |               |

### Phim chiếu mạng
| Năm  | Nhan đề                               | Nền tảng     | Vai diễn           | Ghi chú        | Ng.           |
| ---- | ------------------------------------- | ------------ | ------------------ | -------------- | ------------- |
| 2018 | Just Too Bored                        | WHYNOT MEDIA | Bae Ye-seul        | Vai chính      | [ 17 ] [ 18 ] |
| 2018 | A-Teen                                | PLAYLIST     | Em họ của Do Ha-na | Cameo (tập 16) |               |
| 2018 | Just One Bite                         | PLAYLIST     | Jeon Hee-sook      | Vai chính      | [ 19 ] [ 20 ] |
| 2019 | Just One Bite 2                       | PLAYLIST     | Jeon Hee-sook      | Vai chính      | [ 21 ] [ 22 ] |
| 2020 | Gửi thời thanh xuân ngây thơ tươi đẹp | KakaoTV      | Kang Ha-yeong      | Vai phụ        | [ 23 ] [ 24 ] |

### Xuất hiện trong video âm nhạc
| Năm  | Nhan đề bài hát                     | Nghệ sĩ      | Ng.           |
| ---- | ----------------------------------- | ------------ | ------------- |
| 2019 | "To Be Honest" (솔직하게 말해서 나) | Kim Na-young | [ 25 ] [ 26 ] |